# Neolucia agricola
Neolucia agricola är en fjärilsart som beskrevs av John Obadiah Westwood 1851.
Neolucia agricola ingår i släktet Neolucia och familjen juvelvingar. Inga underarter finns listade i Catalogue of Life.

## Bildgalleri

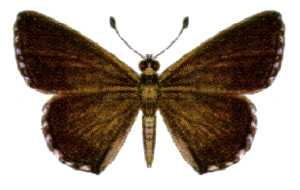